# Spago

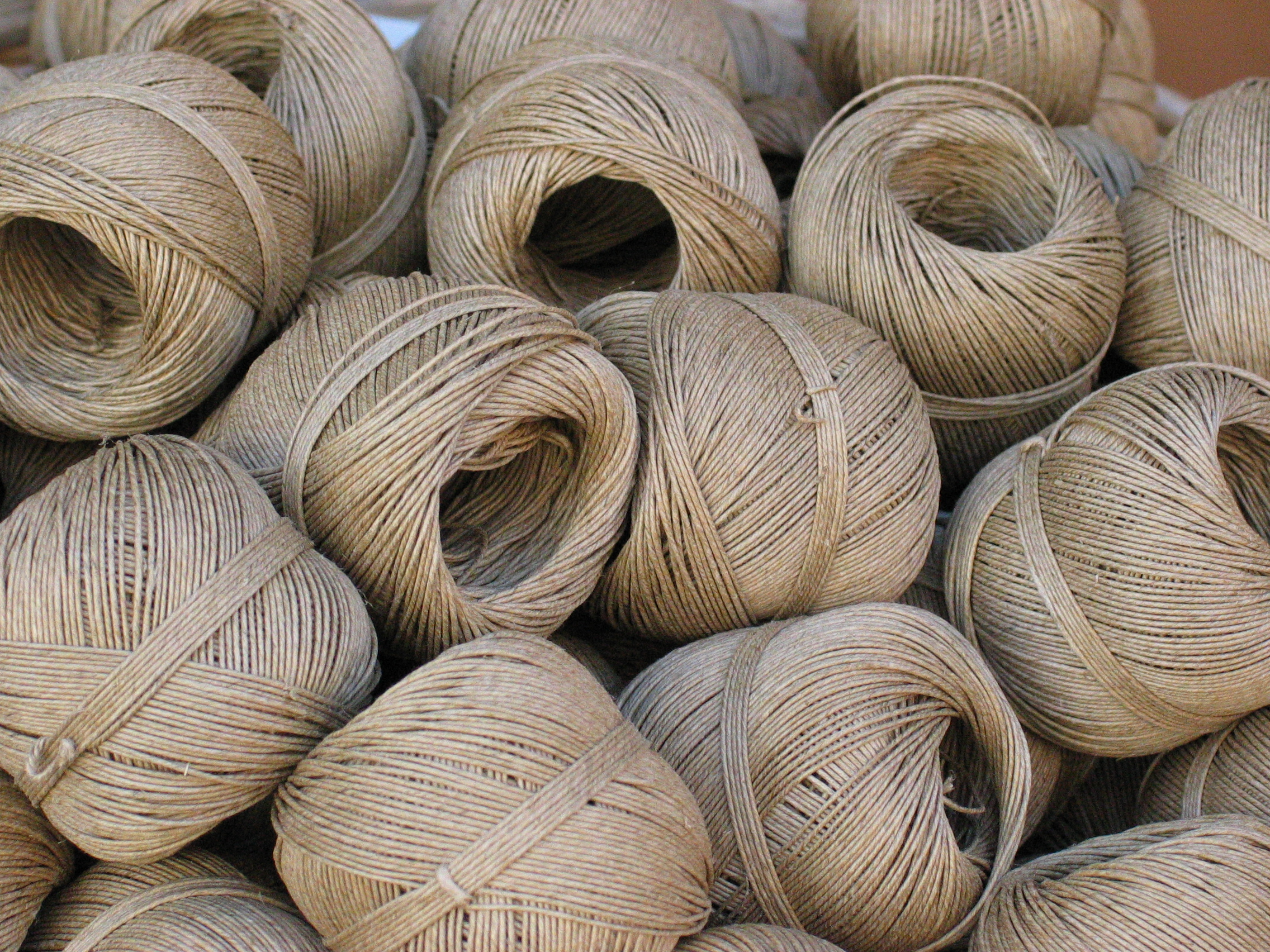
Gomitoli di spago

Lo spago (lat. tardo spacum "funicella") o gavetta (lat. mediev. gavecta, prob. da cavus “fune” - sec. XV), è un filato sottile, in generale di canapa, lino o altre fibre tessili, composto da due o più trefoli ritorti, confezionato in gomitoli.
La fibra maggiormente usata per lo spago da cucina è il lino, mentre per altri utilizzi si trovano anche cotone e sisal; comunque le tecnofibre stanno tendendo a soppiantare i materiali naturali. Il colore naturale dello spago grezzo è écru, il più tradizionale e conosciuto, ma può essere tinto facilmente o sbiancato. Lo spago si differenzia dal cordoncino sia per il materiale, che è più grezzo nello spago, che per la finitura, che nel cordoncino è molto più ritorta e liscia. 
La dimensione dello spago, che va da circa 1 a 5 millimetri (di sezione), viene definita da un numero.

## Storia

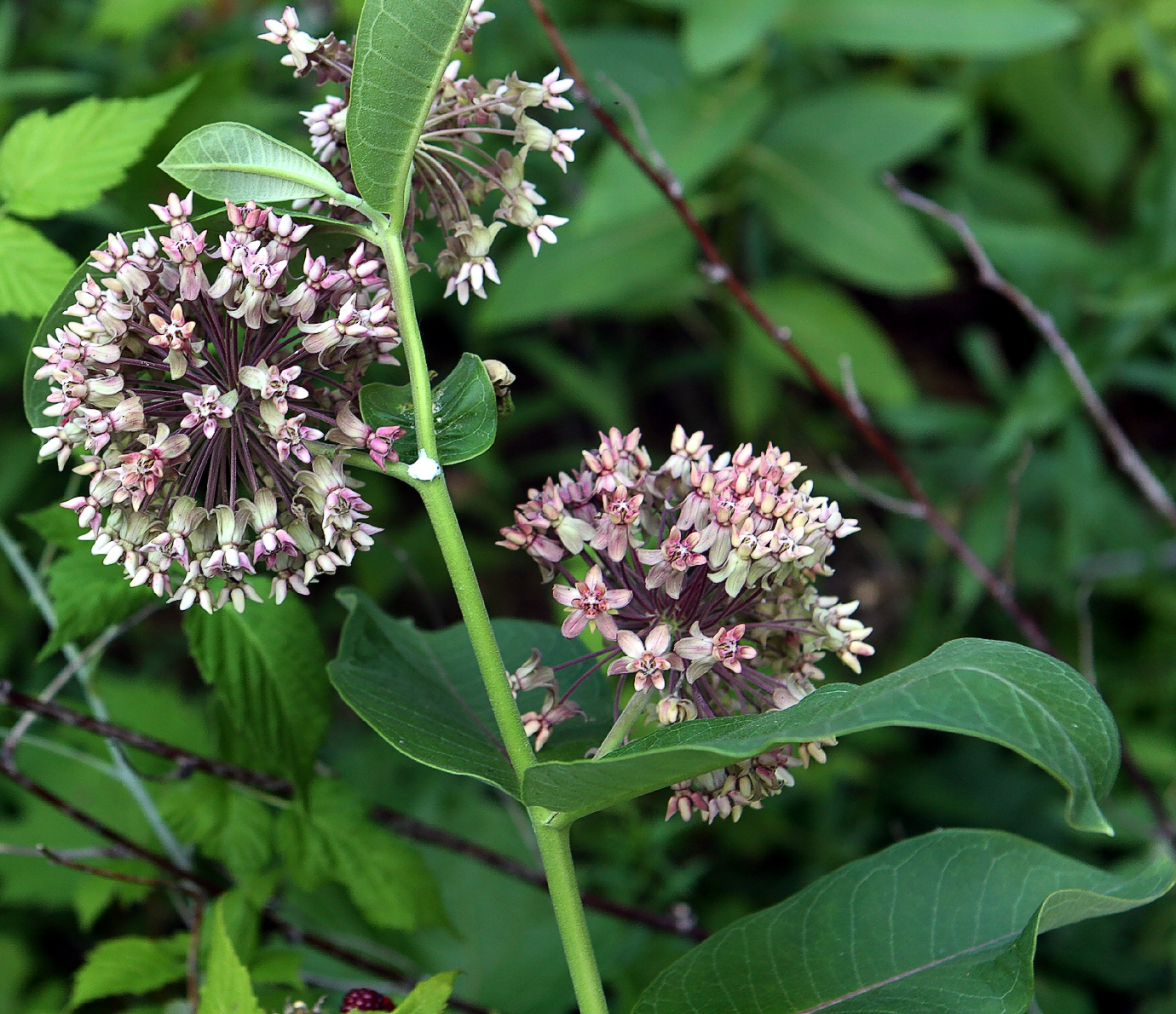
Asclepias, usata in passato per creare spaghi

L'invenzione dello spago, per i primi esseri umani, è stata certamente un'idea rivoluzionaria e importante almeno quanto lo sviluppo degli strumenti di pietra. Lo spago può essere reso molto più forte e più lungo delle fibre che lo compongono, e per questo è stato usato in molti modi, dal fissare punte e lame a frecce, lance, arpioni o altri strumenti, come corda dell'arco, per realizzare trappole, reti da pesca e strutture come ponti di corde, giacigli, fettucce per neonati, borse e abiti o parti di essi, e per il fissaggio e il trasporto di merci (attrezzatura marina, legna da ardere, ancore, tende da rifugio, ecc). Lo spago fu anche la base per la produzione di tessuti e corde. Venne inizialmente creato con peli di animali, peli umani, tendini animali e minugia o vario materiale vegetale, spesso ricavato dal tessuto vascolare di una pianta (noto come bast, rafia), ma anche dalla corteccia e persino dai semi, ad esempio di Asclepias (un genere di pianta erbacea). Tuttavia, a differenza degli strumenti in pietra o metallo, per lo spago manca la maggior parte della documentazione archeologica perché essendo fatto di materiali deperibili raramente è sopravvissuto nel tempo. Inoltre, poiché spesso il lavoro con le fibre era svolto da donne, la mancanza di documentazione archeologica per spago, cesti e tessuti ha dato minore importanza alle innovazioni e al lavoro delle donne durante il Paleolitico superiore (50 000 - 
10 000 anni fa). La scoperta di antiche perle e la datazione dei viaggi per mare ad almeno 60 000 anni fa suggerisce che la "rivoluzione delle corde" potrebbe anche essere avvenuta molto prima del Paleolitico superiore. Lo spago vegetale veniva utilizzato per la lavorazione delle punte di pietra circa 58 000 anni fa nell'Africa meridionale.
Resti di cordoni paleolitici sono stati scoperti in alcuni luoghi: la grotta Dzudzuana in Georgia (30 000 anni fa), il sito israeliano di Ohalo II (19 000 anni fa), e la grotta francese di Lascaux (17.000 anni fa). Nel 2016 un pezzo scolpito in avorio di mammut con tre fori, datato 40 000 anni fa, è stato portato alla luce nel sito di Hohle Fels, famoso per il ritrovamento di figure femminili e flauti del Paleolitico. È stato identificato come uno strumento per attorcigliare la corda. Nelle Americhe è stato trovato un cordone nella palude di Windover, in Florida, risalente a 8 000 anni fa. Un piccolo pezzo di cordone scoperto ad Abris du Muras, nel sud-est della Francia, è stato datato circa 50 000 anni fa.
Le prime raffigurazioni di spago sono poche, ma una delle circa 200 statuette di Venere che sono state trovate in tutta l'Eurasia è raffigurata mentre indossa una "gonna di spago" (la Venere di Lespugue, datata 25 000 anni fa). E. J. W. Barber osserva che non solo ogni torsione nelle corde è scolpita in dettaglio, ma anche "l'estremità inferiore di ogni corda [è mostrata] che si sfilaccia in una massa di fibre sciolte (non possibile, ad esempio, che sia un pezzo di intestino o un tendine attorcigliato)."
Altre prove dell'uso preistorico dello spago sono fornite da impronte su metallo e ceramica. Nella grotta di Fukui, in Giappone, tali impronte risalgono a 13 000 anni fa. Impronte di tessuto in argilla rinvenute a Dolni Vestonice e in molti altri siti in Moravia risalgono a 26 000 anni fa. Inoltre sono stati trovati insieme ad aghi e strumenti che servivano per cucire vestiti e fare reti per la caccia di piccoli animali e uccelli.
Perle, così come conchiglie e denti di animali con fori artificiali, sono stati usati anche come prova indiretta di attorcigliamenti per spago. Sono state trovate perline con i resti di filo ancora incastrati al loro interno.

## Usi
Lo spago serve principalmente per legare, trova utilizzo con caratteristiche diverse in molti campi:
- nell'imballaggio tipicamente per legare i pacchi, viene soppiantato dal nastro adesivo
- in agricoltura per legare le balle di fieno, un tempo in sisal oggi in materia plastica.
- nell'industria alimentare, per legare e appendere i salumi è in fibra di lino.
- in abbigliamento come laccio o stringa.
- in nautica per l'impiombatura delle cime.
- per lavori di intreccio come il macramè.
- per l'artigianato nella costruzione di oggetti come: amache, borse, manici, portavasi.
- per l'hobbystica: braccialetti, lampade e decorazioni.

Negli anni '60-'70 era in voga uno spago colorato, con l'anima in cotone e il rivestimento in plastica, che veniva usato per fare gli scoubidou.

## Galleria d'immagini

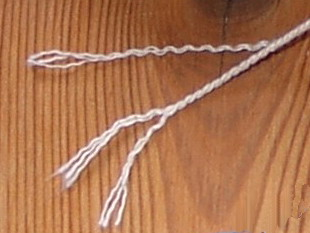
Spago multiplo
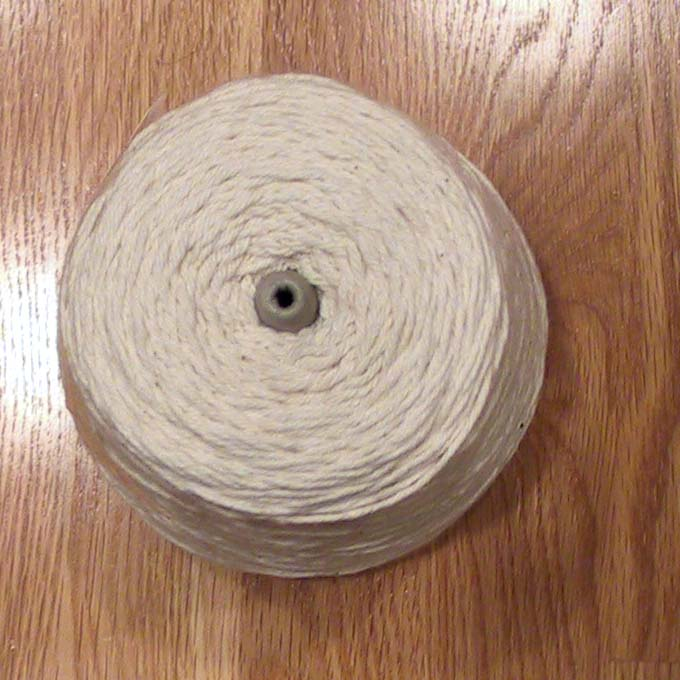
Spago arrotolato
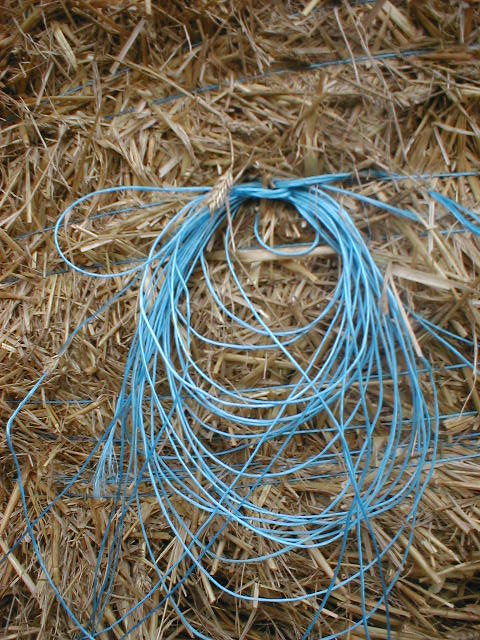
Spago colorato
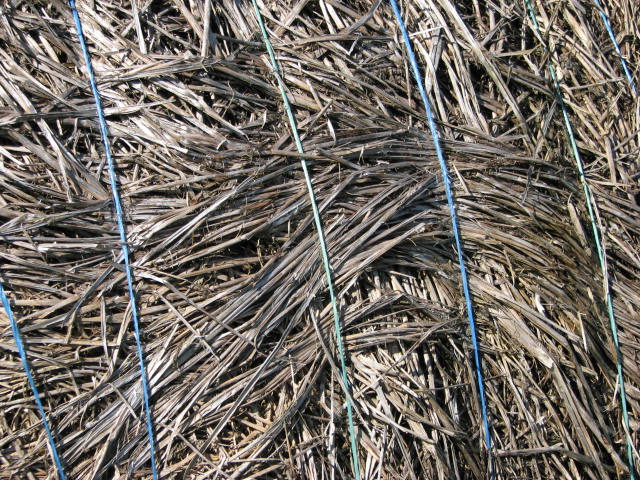
Balla di fieno legata con spago
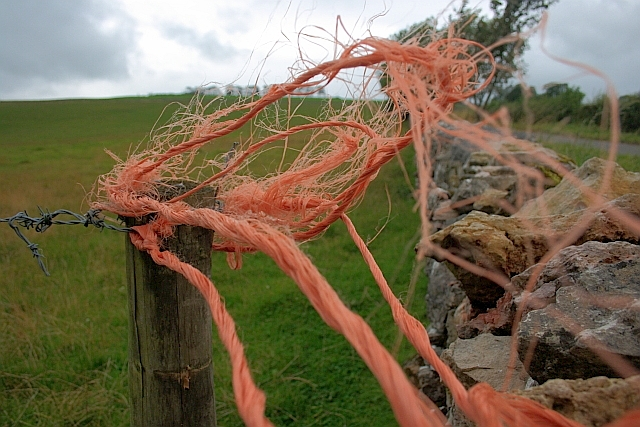
Spago colorato sul palo di una recinzione
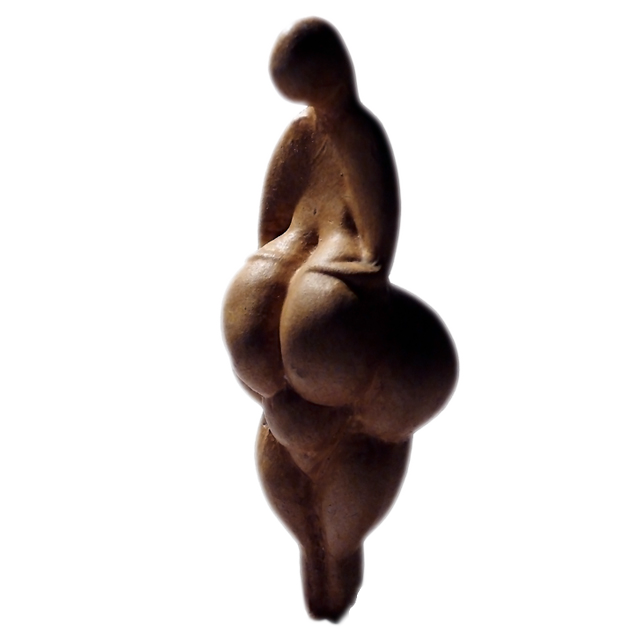
Venere di Lespugue che indossa una "gonna di spago"
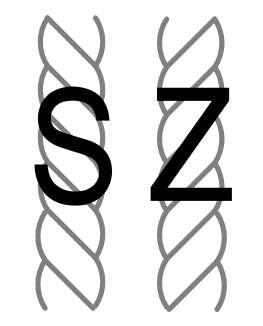
Lo spago in filati o corde è spesso etichettato in inglese come S-twist o S-laid (per torsione sinistrorsa) e Z-twist o Z-laid (per torsione destrorsa), a causa della rispettiva sinistra e destra del sezioni centrali di queste due lettere.